# 新三十六歌仙
新三十六歌仙（しん-さんじゅうろく／っ-かせん）は、歌人に関する名数の一種。またその秀歌を集めた集の名。

## 概要
藤原公任の撰にかかる三十六歌仙に倣って、重複なく新たに選ばれたもので、現在までに以下の3種が確認されている。
- 【1】:藤原基俊の撰によるもの。「新三十六人」として『八雲御抄』などに伝えるが、散逸。
- 【2】:撰者不明。『新編国歌大観』等に所収の鎌倉時代の歌人を中心としたもの。

後鳥羽院より藤原秀能まで、新古今期以降鎌倉時中期までの代表的歌人36人を挙げ、その秀歌を10首ずつ選んだものであり、通常「新三十六歌仙」といえばこれを指す。成立年次は不明だが、宗尊親王を「鎌倉宮」としているところから、将軍宣下（1252年（建長四年））以降に成ったものと推測される。
- 【3】:撰者不明。フェリス女学院大学蔵 狩野洞雲画 『新三十六歌仙画帖』（江戸時代初期）所収[1]。

36人を左右に分け、各1首、18番の歌合形式としたもの。

## 歌人
取上げられた歌人は以下の通り（表記・順次は原文のママ）。【2】と【3】に共通する歌人には下線を付している。
| 【2】                                    | 【3】                                   |
| ---------------------------------------- | --------------------------------------- |
| 後鳥羽院                                 | 左 順徳院                               |
| 土御門院                                 | 右 藤原秀能                             |
| 順徳院                                   | 左 宮内卿                               |
| 太上天皇（後嵯峨院）                     | 右 西行法師                             |
| 六条宮雅成親王                           | 左 後徳大寺左大臣（藤原実定）           |
| 鎌倉宮宗尊親王                           | 右 藤原隆祐朝臣                         |
| 入道二品道助親王（道助法親王）           | 左 西園寺入道前太政大臣                 |
| 式子内親王                               | 右 右衛門督通具                         |
| 後京極摂政太政大臣良経（九条良経）       | 左 皇太后宮大夫俊成                     |
| 光明峰寺入道摂政太政大臣道家（九条道家） | 右 二條院讃岐                           |
| 西園寺入道前太政大臣公経（西園寺公経）   | 左 後京極摂政殿前太政大臣               |
| 後久我前太政大臣通光（源通光）           | 右 小侍従                               |
| 富小路太政大臣実氏（西園寺実氏）         | 左 権大納言其家                         |
| 鎌倉右大臣実朝（源実朝）                 | 右 式子内親王                           |
| 九条内大臣基家（藤原基家）               | 左 後鳥羽院                             |
| 衣笠内大臣家良（藤原家良）               | 右 前大僧正慈鎮                         |
| 慈鎮和尚（慈円）                         | 左 前中納言定家                         |
| 前大僧正行意                             | 右 前大納言忠良（粟田口忠良）           |
| 堀川大納言通具（源通具）                 | 左 家長朝臣                             |
| 権中納言定家（藤原定家）                 | 右 前内大臣（源通光）                   |
| 八条院高倉                               | 左 前大納言為家                         |
| 俊成卿女                                 | 右 土御門内大臣（源通親）               |
| 女房宮内卿                               | 左 信実朝臣                             |
| 藻璧門院少将                             | 右 源具親朝臣                           |
| 大納言為家（藤原為家）                   | 左 仁和寺宮（道助法親王）               |
| 参議雅経（藤原雅経）                     | 右 俊恵法師                             |
| 従二位家隆（藤原家隆）                   | 左 後九条入道前関白太政大臣（藤原兼実） |
| 正三位知家（藤原知家）                   | 右 宜秋門院丹後                         |
| 大蔵卿有家（藤原有家）                   | 左 土御門院                             |
| 右大弁光俊朝臣（藤原光俊）               | 右 藤原清輔朝臣                         |
| 左京大夫信実（藤原信実）                 | 左 藤原有家朝臣                         |
| 左近衛権少将具親（源具親）               | 右 従二位家隆                           |
| 侍従隆祐（藤原隆祐）                     | 左 殷冨門院大輔                         |
| 前但馬守源家長朝臣                       | 右 寂蓮法師                             |
| 鴨長明                                   | 左 参議雅経                             |
| 藤原秀能                                 | 右 俊成卿女                             |

36人中、23人が共通している。一致しない歌人には、大物である俊成のほか、僧侶や女房が目立つ。